# Кусоње (Пакрац)
Кусоње су насељено место у саставу града Пакраца, у западној Славонији, Република Хрватска.

## Историја
Кусоње се помињу око 1600. године у вези са премештањем становништва због опасности од Турака. Године 1597. преселило се осам становника Г. Кушоња у место Градец. Мештани су и касније молили да их аустријска војска поведе из турског ропства, западније у сигурније области. Дана 12. маја 1600. године кренуло је из места 300 Срба бораца предвођених харамбашом Драгићем из Кушоња.
Место је 1885. године било у склопу Пакрачког изборног среза, са својих 1485 православаца. Пошта је била у градићу Пакрацу.
Постојао је вековима у насељу српски православни храм. У храму је служио 1894-1900. године поп Лука Поповић.
Кусоње су у 19. веку имале своју српску народну школу. Објављен је у школским новинама 1883. године оглас за пријем новог учитеља. Тражио се учитељ православне вере, за плату од 350 форинта уз бесплатан стан и огрев. Постављен је тада за привременог учитеља 1883. године Никола Орлић. Опет је 1887. године тражен учитељ, са истим условима уз које је придодат само још врт. Тражен је 1890-1891. године за народну школу учитељ, којем је понуђена плата износила 400 форинта у новцу, те стан или станарина од 100 форинта и чак 21 кубни метар дрва. Коста Драгосавац је 1910-1913. године био месни учитељ.
У Пакрачком срезу је деловала Српска народна самостална странка. Када је 1906. године на скупштини изабран Извршни одбор странке, у његов састав су изабрани из Кусоња: Миле Кукић, Петар Рајић и Никола Грујић.
Срби из Кусоња су 1895. године купили 37 акција "Српске банке" у Загребу.

### Други светски рат
Усташе су 13. августа 1942. године одвеле мештане овог села у сеоску цркву. Након што су их угурали унутра, цркву су од споља закључали, а потом су је запалили. На тај начин је страдало 473 Срба. Они који нису стали у цркву су поклани те побацани у оближње бунаре.

### Рат у Хрватској
За време рата у Хрватској 8. септембра 1991, месец дана након проглашења Српске аутономне области Западне Славоније, на католички празник Мала Госпојина, у село је ушао вод „Алфа” хрватске 105. бригаде Збора народне гарде из Бјеловара са хрватском полицијом (заједно 18 војника и 2 полицајаца). Напад хрватске војске на претежно српско село је почео у 7:30 сати, када Срби у засједи уништавају хрватско оклопно возило. Посада ЗНГ се заклонила у локалну кућу број 55. Бој се наставио и следећи дан, када Срби минирају кућу, при чему је сва посада ликвидирана. Хрватска војска је заузела ово место 25. децембра 1991.
САО Западна Славонија 19. децембра 1991. улази у састав Републике Српске Крајине, која је постојала до маја 1995. и хрватске операције Бљесак. Већина српског становништва је побегла у егзодусу хрватске војске.

## Становништво
На попису становништва 2011. године, Кусоње су имале 308 становника, од тога 187 Срба, 101 Хрвата и 20 осталих. Процес повратка становништва у своје село постоји, али се споро одвија.
На попису становништва 1991. године, Кусоње су имале 1101 становника, од тога 891 Срба, 99 Хрвата, 72 Југословена и 39 осталих.
| Година пописа | укупно | Срби         | Хрвати       | Југословени  | остали     |
| ------------- | ------ | ------------ | ------------ | ------------ | ---------- |
| 2011.         | 308    | 187 (60.71%) | 101 (32.79%) | ―            | 20 (6.49%) |
| 2001.         | 200    | ―            | ―            | ―            | ―          |
| 1991.         | 1101   | 891 (80.93%) | 99 (8.99%)   | 72 (6.54%)   | 39 (3.54%) |
| 1981.         | 1047   | 685 (65.43%) | 96 (9.17%)   | 247 (23.59%) | 19 (1.81%) |
| 1971.         | 744    | 605 (81.32%) | 123 (16.53%) | 4 (0.54%)    | 12 (1.61%) |
| 1961.         | 658    | 555 (84.35%) | 86 (13.07%)  | 1 (0.15%)    | 16 (2.43%) |